# Morton (Vienne)
Morton é uma comuna francesa na região administrativa da Nova Aquitânia, no departamento de Vienne. Estende-se por uma área de 7,99 km². Em 2010 a comuna tinha 352 habitantes (densidade: 44,1 hab./km²).